# Calle de Policarpo Sanz
La calle de Policarpo Sanz es una vía urbana de la ciudad española de Vigo. Comienza en la confluencia de la calle Colón y la avenida de García Barbón, y finaliza en la Puerta del Sol. Tiene apenas 400 metros de longitud y alberga grandes edificios emblemáticos, lo que la convierte en una de las principales vías de la ciudad.

## Toponimia
El nombre de la calle proviene del industrial y mecenas gallego marino José Policarpo Sanz. Recibió esta denominación en el año 1889.

## Historia
Informes arqueológicos determinan que, antes de la urbanización de la ciudad, la calle de Policarpo Sanz no era más que una hondonada por la que descendía un pequeño arroyo hasta el lugar donde hoy se encuentra el Teatro Afundación. Se convirtió en una de las principales vías de la ciudad en el siglo XX, y estuvo comunicada por tranvía.

## Morfología y urbanismo

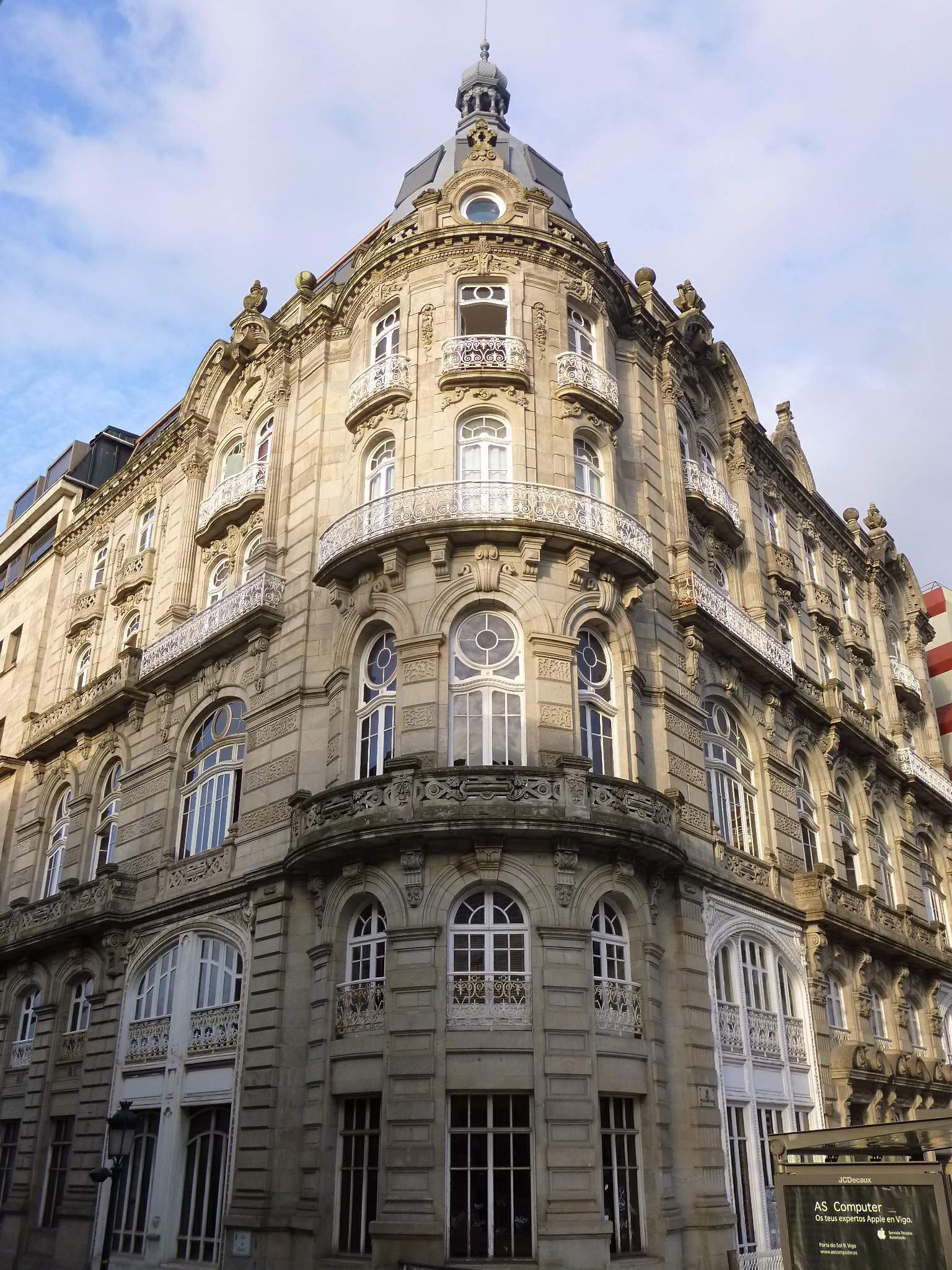
Edificio El Moderno, antaño hotel y ahora vivienda residencial.

La calle de Policarpo Sanz constituye, por su importancia arquitectónica y urbanística, una de las calles más relevantes de la ciudad. La calle cuenta con dos carriles por sentido, aunque uno de los carriles en dirección a la Puerta del Sol es un carril bus. Tiene amplias aceras, con parterres y pequeños arbustos.
En cuanto a los edificios, predominan construcciones de no más de seis plantas, de estilo modernista con una gran influencia francesa.

## Edificios emblemáticos
- Edificio Banco de Vigo o "Banco Pastor".

- Casa Enrique Lagos. Edificio promovido por Enrique Lagos Navajas y diseñado por el arquitecto francés Michel Pacewicz en 1901.[5]

- Edificio Sanchón.

- Edificio El Moderno. Nº 1.

- Edificio del Banco Popular.

- Teatro Afundación. Nº 13A.

- Casa de las Artes. Nº 15.